# 凱文·奈許

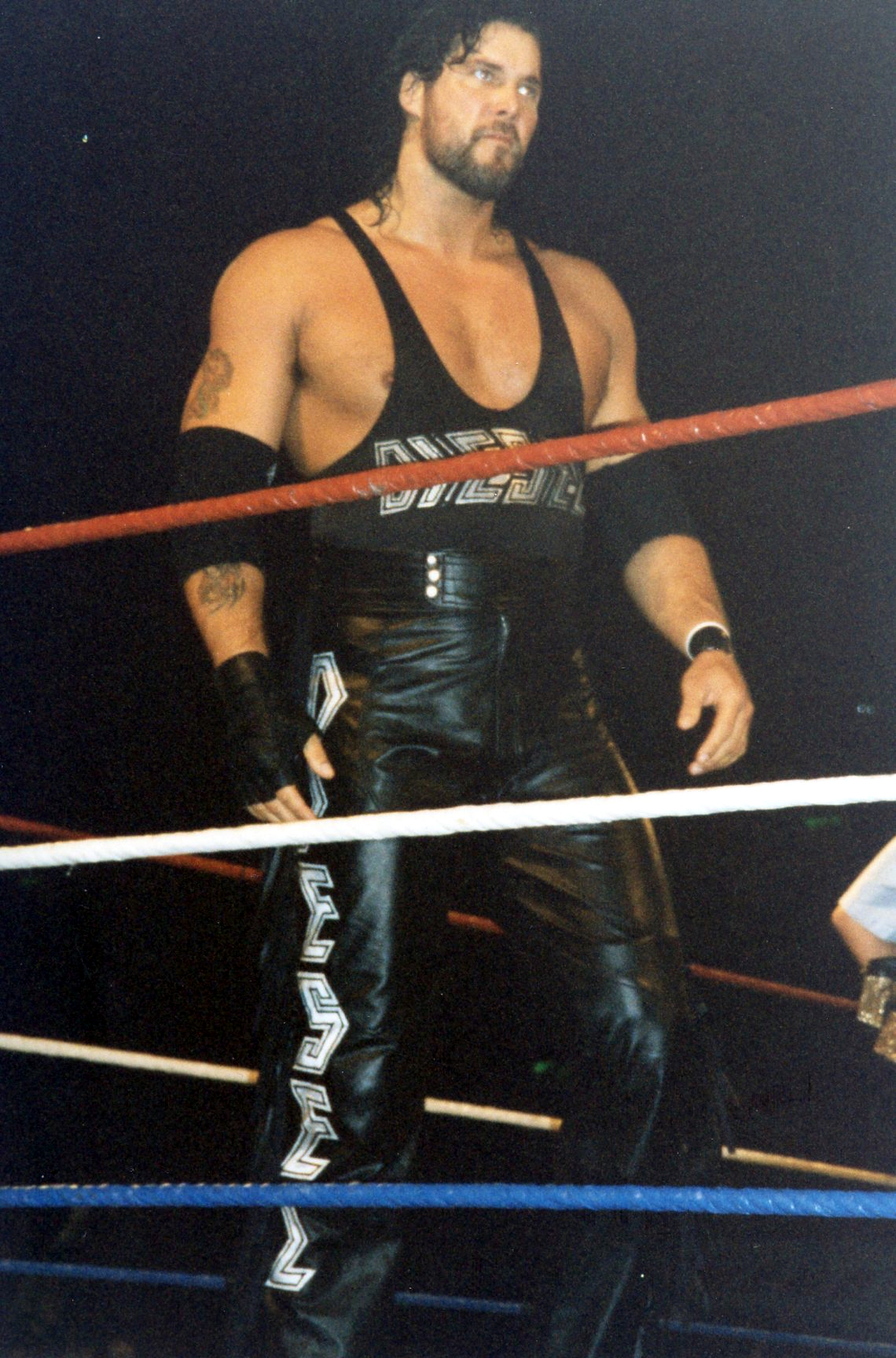
凱文·奈許

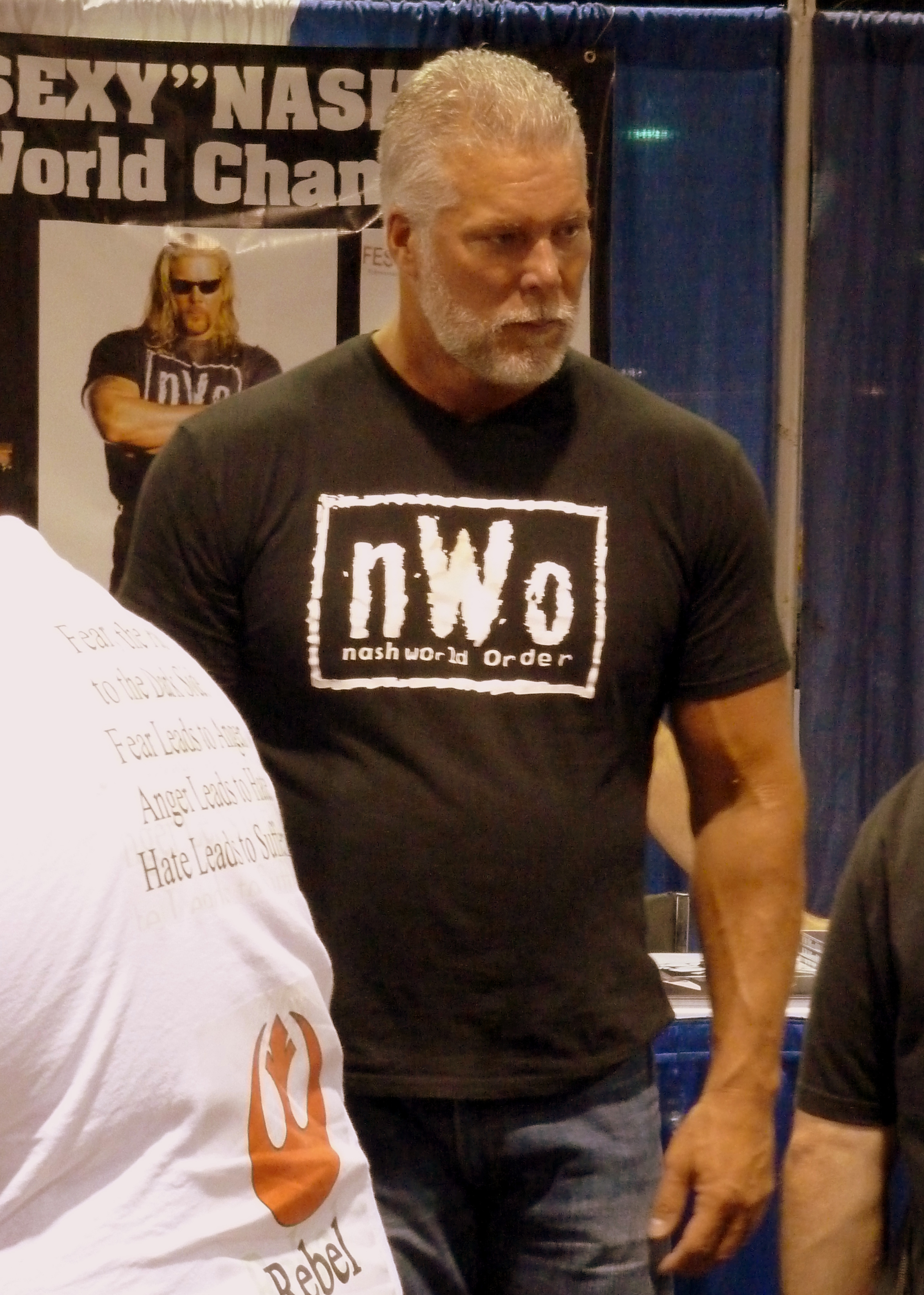
凱文·奈許

凱文·奈許（英語：Kevin Nash，1959年7月9日—），本名凱文·史考特·奈許（英語：Kevin Scott Nash），是美國演員及世界摔角娛樂（WWE）旗下職業摔角選手。2011年，凱文·奈許與世界摔角娛樂的傳奇計畫簽了為期五年的合約。凱文·奈許有許多的擂臺名，但是最有名的還是在世界冠軍摔角與永不停止摔角使用的本名，以及在世界摔角娛樂使用的Diesel。

## 個人生活
凱文·奈許與她的妻子塔瑪拉於1988年結婚，雖然於2000年分居，但在後來依舊復合。他們有一個兒子出生於1996年6月12日，名為崔斯頓，而一家人居住在佛羅里達州沃盧西亞縣戴通納海灘。
凱文·奈許擁有美國原住民的血統。

## 摔角相關

### 進場樂

#### 世界冠軍摔角
- "Ride the Bus" - AirCraft Music Library （1991年）
- "Rockhouse" - Frank Shelley （在與新世界秩序（英语：The New World Order (professional wrestling)）出場時使用；1996年–1998年）
- "Ready or Not" - The Fugees （在與新世界秩序出場時使用；1996年–1997年；家庭秀（英语：House show））
- "Kevin Nash/Wolfpac Theme" - Jimmy Hart （1998年–2001年）

#### 世界摔角娛樂
- "Diesel Power" - Jim Johnston（英语：Jim Johnston (composer)）[9]（1993-1995年）
- "Diesel Blues" - Jim Johnston （1995年–1996年；2003年4月7日-2003年8月24日；2011年1月30日）
- "Jackknife" - Jim Johnston （2003年）
- "Rockhouse" - Frank Shelley （在與新世界秩序出場時使用；2002年；2011年8月22日–2011年12月18日；2014年1月26日）

## 冠軍及成就

### 世界冠軍摔角
- WCW世界重量級冠軍（五次）
- WCW世界雙打冠軍（九次）

### 世界摔角娛樂
- WWF冠軍（一次）
- WWF洲際冠軍（一次）
- WWF雙打冠軍（兩次）
- 世界摔角娛樂三冠王（第三位）